# Løgstør Kommune
| Strukturdaten   | Strukturdaten  |
| --------------- | -------------- |
| Verwaltungssitz | Løgstør        |
| Fläche          | 217,99 km²     |
| Einwohner       | 10.364 (2004)  |
| Kommune 2007    | Vesthimmerland |

Løgstør Kommune war bis 2007 eine Kommune in Nordjütland im nördlichen Dänemark. Sie entstand 1970 durch die Zusammenlegung mehrerer Kirchspielsgemeinden, die sich in mehreren Fällen ihrerseits in den 1960er Jahren zu zweit oder zu dritt zusammengeschlossen hatten:
- Løgstør, Stadt
- Kornum und Løgsted (Landgemeinde Kornum-Løgsted)
- Ranum und Malle (Landgemeinde Ranum-Malle)
- Næsborg, Skarp Salling und Oudrup (Landgemeinde Næsborg-Skarp Salling-Oudrup)
- Vilsted mit dem Bahnhofsort Vindblæs (Landgemeinde Vilsted-Vindblæs)
- Overlade (Landgemeinde Overlade)
- Aggersborg (Landgemeinde Aggersborg)

Letzteres liegt geografisch nicht in Himmerland, sondern im Bereich der Han Herreder nördlich des Limfjords. Diese Landbrücke an der Jammerbucht verbindet die Landschaften Thy und Vendsyssel miteinander.
Mit der 2007 in Kraft getretenen Kommunalreform in Dänemark erlosch die Kommune Løgstør. Gemeinsam mit den südlichen Nachbarkommunen Aars und Farsø und dem noch weiter südlich gelegenen Aalestrup fusionierte sie zur Kommune Vesthimmerland mit 38.000 Einwohnern.